# Идеальный муж
«Идеа́льный муж» (англ. An Ideal Husband) — комедия (пьеса) Оскара Уайльда, написанная в 1895 году. 
Действия в комедии вращается вокруг шантажа и коррупции. Все события происходят в Лондоне 1890-х годах на протяжении двадцати четырёх часов.

## Создание и постановка
Ведя роскошный образ жизни, Оскар Уайльд взял место редактора «Женского Мира» («Woman’s World») и ради заработка принялся писать для сцены. Летом 1893 года он начал работу над пьесой о честности в личной и общественной жизни, и завершил её зимой того же года, уже привыкнув на этом этапе своей карьеры к писательскому признанию. В другом источнике указан 1895 год, а её русский перевод осуществлён 1907 году.
Тема шантажа, ставящего под угрозу положение человека в обществе, была актуальной и для него самого. Писатель знал о приближении огласки его интимных отношений с сыном маркиза Куинсберри и, соответственно, его гомосексуальности. Многие строчки из пьесы воспринимаются как комментарий Уайльда по этому поводу: «Рано или поздно», — отмечает Уайльд, — «нам придётся расплатиться за наши поступки…». Но добавляет: «Не стоит судить человека только по его прошлому».
Сначала автор прислал пьесу в Garrick Theatre — и получил отказ. Следующая попытка была успешной: произведение было принято театром Хеймаркет. Премьера пьесы 3 января 1895 года вернула театру былой успех.
В апреле того же года Уайльд был арестован за «грубую непристойность»: его имя исчезло с афиш пьесы. После 124-го представления пьеса переехала в Criterion Theatre, где продержалась до 27 апреля.
Пьеса была опубликована в 1899 году. Авторство Уайльда замалчивалось. Опубликованная версия несколько отличалась от театральной, поскольку Уайльд добавил много новых указаний для актёров и сократил ряд сцен.

## Действующие лица

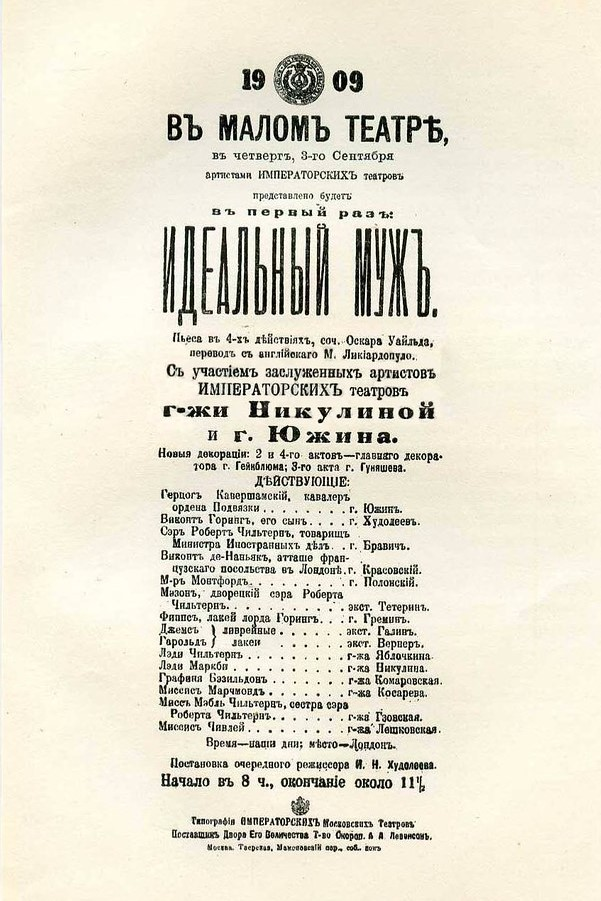
Афиша Малого театра с постановкой "Идеального мужа", 1909 г.

- Граф Кавершем, кавалер ордена Подвязки.
- Артур, лорд Горинг, его сын.
- Сэр Роберт Чилтерн, баронет, заместитель министра иностранных дел.
- Виконт де Нанжак, атташе французского посольства в Лондоне.
- Мистер Монфорд, секретарь сэра Роберта.
- Mэйсон, дворецкий сэра Роберта Чилтерна.
- Фиппс, дворецкий лорда Горинга.
- Джеймс, лакей Чилтернов.
- Харольд, лакей Чилтернов.
- Леди Чилтерн, жена сэра Роберта Чилтерна.
- Леди Маркби, подруга Чилтернов.
- Графиня Бэзилдон, подруга Чилтернов.
- Миссис Марчмонт, подруга Чилтернов.
- Мисс Мейбл Чилтерн, сестра сэра Роберта Чилтерна.
- Миссис Чивли, шантажистка, бывшая одноклассница леди Чилтерн.

## Сюжет
Действие пьесы начинается во время званого обеда в фешенебельном доме сэра Роберта Чилтерна на Гровенор-сквер. Сэр Роберт, почтенный член Палаты Общин, и его жена, леди Чилтерн, принимают гостей, среди которых лорд Горинг (денди, холостяк, близкий друг супругов Чилтерн), сестра Роберта Мейбл Чилтерн и другие благородные люди. Во время вечеринки миссис Чивли, враг леди Чилтерн со школьных лет, шантажирует сэра Роберта его участием в мошеннической схеме при продаже акций Суэцкого канала. Выясняется, покойный наставник и любовник миссис Чивли, барон Арнхейм, убедил сэра Роберта много лет назад продать ему государственную тайну (в результате Арнхейм купил акции Суэцкого канала за три дня до того, как это планировало сделать британское правительство). Сэр Роберт «заработал» тогда целое состояние (110 тысяч фунтов) на незаконной сделке, и миссис Чивли имеет тому доказательство — его собственное письмо.
Опасаясь разрушения карьеры и брака, сэр Роберт подчиняется её требованиям. Когда миссис Чивли намёками сообщает леди Чилтерн о некоторых подробностях шантажа, та, будучи человеком со стойкими моральными принципами и не догадываясь о прошлом мужа и причине шантажа, настаивает, чтобы сэр Роберт отказался от своего обещания. Для леди Чилтерн их брак основывается на понятии «идеальный мужчина» — примерный муж в браке, с которым она может быть партнером как в частной, так и в общественной жизни; решения сэра Роберта должны быть безупречными. В конце первого действия Мейбл и лорд Горинг находят бриллиантовую брошь, которую тот подарил кому-то много лет назад. Горинг забирает брошь и просит Мейбл сообщить ему, если кто-нибудь спросит о ней.
Во втором акте (в доме сэра Роберта) лорд Горинг призывает сэра Роберта не поддаваться на шантаж миссис Чивли и рассказать жене правду. Он также признаётся, что когда-то был помолвлен с миссис Чивли. По окончании разговора с сэром Робертом Горинг флиртует с Мейбл. Затем в разговоре наедине призывает леди Чилтерн быть более гибкой в вопросах нравственности и снисходительной к мужу. Сразу же после того, как Горинг уходит из дома, неожиданно появляется миссис Чивли в поисках броши. Возмущённая отказом сэра Роберта от исполнения её условий, миссис Чивли опережает его и рассказывает леди Чилтерн о мошенничестве. Жена отказывается простить его.
В третьем акте (дом Горинга) лорд Горинг получает письмо на розовой бумаге от леди Чилтерн с просьбой о помощи, которое может трактоваться как любовное. Визит сэра Роберта, который ищет дружеской поддержки, отвлекает лорда Горинга от письма. Между тем, неожиданно приходит миссис Чивли. Дворецкий ошибочно принимает её за даму, которую ожидает Горинг, и проводит в гостиную. Здесь она находит письмо леди Чилтерн. Сэр Роберт, увидев миссис Чивли в гостиной, думает, что она и Горинг по-прежнему состоят в любовной связи, и выбегает из дома.
Миссис Чивли делает предложение лорду Горингу: утверждая, что любит его как и прежде, она предлагает для обмена письмо сэра Роберта на брак с Горингом. Тот обвиняет миссис Чивли в осквернении любви, в превращении её в предмет банальной сделки и в разрушении брака Чилтернов. Затем он неожиданно показывает даме бриллиантовую брошь, чтобы выявить, как она попала к ней: оказывается, что та украла её у кузины лорда Горинга, Мэри Беркшир. Чтобы избежать ареста, миссис Чивли должна отдать письмо Горингу. Но с желанием мести миссис Чивли крадёт письмо леди Чилтерн к лорду Горингу и планирует отправить его сэру Роберту. Миссис Чивли покидает дом лорда Горинга с триумфом.
Заключительный акт, который происходит на Гровенор-сквер, завершается счастливым финалом. Лорд Горинг предлагает Мейбл руку и сердце, и она соглашается. Супруги Чилтерн выясняют отношения и в конце мирятся.

## Экранизации
- 1935, Германия — реж. Герберт Зельпин, с Сибиллой Шмиц в роли миссис Чивли и Бригиттой Хельм в роли леди Чилтерн
- 1947, Великобритания — реж. Александр Корда, с Полетт Годдар в роли миссис Чивли
- 1980, СССР — реж. Виктор Георгиев, с Людмилой Гурченко в роли миссис Чивли
- 1998, Великобритания — реж. Уильям Картлидж, с Сэйди Фрост в роли миссис Чивли
- 1999, США — весьма вольная экранизация, реж. Оливер Паркер, с Джулианной Мур в роли миссис Чивли

Роль амбициозной миссис Чивли привлекала многих выдающихся актрис — как в театре, так и в кино.